# Charles d'Ardembourg de Gibiecq
Charles Antoine Philémon d'Ardembourg de Gibiecq (Bergen, 16 december 1748 - 7 december 1825) was een Zuid-Nederlands edelman.

## Geschiedenis
In 1724 werd door keizer Karel VI adelsverheffing verleend aan François-Ignace d'Ardembourg, heer van Gibiecq, officier in het regiment Los Rios en raadslid van de stad Bergen. Hij was getrouwd met Marie-Catherine de Bray.

## Levensloop
Charles d'Ardembourg, zoon van François-Ignace, was de laatste heer van Gibiecq. Hij trouwde in 1782 met barones Joséphine de Herissem (1762-1840). Ze woonden achtereenvolgens in Nijvel, Binche en Bergen. Ze kregen zes kinderen.
In 1822 werd hij erkend in de erfelijke adel van het Verenigd Koninkrijk der Nederlanden. 
Onder de kinderen had men:
- Charles d'Ardembourg (1790-1874), ambtenaar bij de posterijen. Hij trouwde in Brugge in 1826 met Adèle L'Année (1800-1889). Ze hadden vijf kinderen, maar zonder verdere afstamming.
- François d'Ardembourg (1805-1887), was getrouwd met Flore de Béhault (1805-1836).
  - Sisinie d'Ardembourg (1836-1922), was getrouwd met Maria d'Alcantara (1855-1923), dochter van graaf Alexandre d'Alcantara. Op het doodsbericht werd hij vermeld als 'baron', een titel die hij echter niet bezat.
    - Alexandre d'Ardembourg (1889-1956) trouwde, maar scheidde weldra van Paule Behaegel. Zijn levenloos lichaam werd in Sint-Lambrechts-Woluwe aangetroffen op 13 november 1956. Met hem doofde de familie d'Ardembourg de Gibiecq uit.